# Ислам у Башкортостану
Трећа монотеистичка религија, ислам, појавила се на територији Башкортостана још у 7. веку нове ере.

## Историјски преглед

### Од 7. века
Продор ислама на територије Башкортостана омогућили су трговачки и економски односи са муслиманским земљама, који су склапани током 8. и 9. века. Првим исламским археолошким спомеником на Уралу сматра се гроб Левашовског у Ишимбајском региону, Башкортостан. Током ископавања, пронађена су три сребрна дирхама и један златни динар арапског Халифата из 706. и 712. године, а скелет је пронађен са рукама поред тела, а његова глава је окренута ка западу, што указује на раномуслиманске погребне обичаје. Постоје докази да је муслимански пророк Мухамед у VII веку послао једног од својих следбеника на Урал. О овоме сведоче у својим списима историчари Хисаметдин бин Шарифудин и Таџудин Јалсигул ел Башкорди, који су такође забележили о првом представнику башкирског народа који је примио ислам. Турски теолог Осман Нури Топбаш и поглавица суфијског реда Накшабандија Шејх Мухамед Назим ел Хакани помињу имена три асхаба (следбеника) који су послати у Башкортостан.

### Од 10. века
Културни и економско-трговински односи са земљама централне Азије помогли су ширење учења ханефитског мезхеба (верске школе) по целом Башкортостану. Велика распрострањеност ислама међу Башкирима је послужило као повод за његово именовање за државну религију на територији Поволшке Бугарске током 922, која је обухватала западни део територије Башкортостана. Међутим, према Френку Алену, „најважнија у низу бројних и древних легенди о исламизацији Башкира је та, да се град Булгар не појављује у списима, а исламизација се приписује мисионарима из Бухаре, Багдада и Анадолије“. Главну улогу у преобраћењу Башкира у ислам током раних фаза имали су суфијски мисионари братстава Јасавија и Накшбандија, који су стигли до јужног Урала из урбаних центара Централне Азије, пре свега из Бухаре. Башкири из племена Сарт верују да су у 14. веку на башкортску територију дошли мисионари међу којима је био узбечки мула Сејид бин Кујден, а са собом је довео око 200 верских учењака, који су се мешали са Башкирима и тиме основали племе Сарт. Овај догађај је омогућио доминантан утицај „локалног ислама“ међу Башкирима, који комбинује елементе сунитског ислама ханефитске школе и суфијских обичаја.
Из 13. века потичу земни остаци Шејха Мухамеда Рамадана ел Ауша, закопане на планини Ауштау (сада у Учалинском округу Башкортостана), а из 14. века мошти Хусеин-бега, „првог башкирског имама“. Брат из монашког Реда Минорита, Јован Угарин који је живео у Башкирији са Вилијамом Енглезом „6 година без прекида“, у свом писму генералу, из 1320. године, рекао је: „Ум владара Баскардије и већине његове породице, потпуно је затрован Сараценским обманама“.

### Од 14. века
Као део територије Башкортостанске муслиманске Златне Хорде, Казанског и сибирског каната, Ногајска хорда је такође имала корист од даљег јачања ислама код Башкира. Са Узбек-Каном на власти (1312-1342), Ислам је постао званична религија ханства Златне Хорде. Током његове владавине, Башкирима су послати муслимански мисионари који су обучавани у Булгару. У долинама башкортостанских река - Бели, Уршака, Демос, Чермасана, Ика могу се наћи гробови више од 20 муслиманских мисионара.
Један од главних услова приступања Башкортостана у састав Русије је било очување слободе вероисповести и традиционалних обичаја Башкира. Прекршаји уговора од стране царске власти (принуђено покрштавање и др) су у више наврата доводили до дизања башкирских устанака. На пример, устанак под вођством Сајид-Батира (Сафар Кана) на крају 17. века попримио је облик џихада.

### Од 18. века
Историчар В. Н. Витевски говори о постојању башкирског главног светилишта - Азијевске џамије која је „током свих немира служила као башкирско саветодавно место“. У пролеће 1736. године, џамија је уништена од стране одреда смрти И. К. Кирилова током сузбијања башкирских устанака.
У периоду од 17. до 18. века, муслимански обичаји и вредности су од кључног значаја у животу Башкира, њихових породица и брачних и међуљудских односа. Истовремено, развија се по Башкортостану муслиманско образовање, отварају се нове медресе и мектеби. Током 1788. године, царске власти у Уфи су основале Оренбуршко муслиманско спиритуално удружење, које је управљало муслиманима. У исто време јача углед ислама и званичног муслиманског свештенства у Урал-Волги. До краја 19. века у покрајини Уфа је живело око 2 хиљаде чланова муслиманског свештенства. Грађани су обележавали муслиманске светковине, ритуале и традицију ходочашћа до светих места. Потреба да се живи у складу са муслиманским обредима и нормама живота допринела је развоју писања арапским писмом, као и изградњи џамија.
Крајем 19. века јавља се интензивно реформистичко и традиционалистичко расположење међу муслиманима. Традиционалистичка реакција (кадимизам) била је изражена у облику жалби конзервативних мула да ће се повући у оквире верске заједнице и игнорисати процесе руске модернизације. Реформистички покрет (џадидизам) који се јавио међу припадницима интелектуалне елите и прогресивних мула, у циљу очувања ислама као идеолошког система, он је покушао да модернизује муслиманску заједницу кроз модернизацију њене привреде, секуларизације културе и организацију друштвеног и политичког живота. Истовремено су убрзани процеси маргинализације башкирског друштва и осиромашења знатног дела становништва. Јавља се ишанизам - деградирани суфизам је изгубио филозофске, етичке основе, али је задржао обичаје и облике друштвених односа. Ишанизам су увели у регион братства Накшабандија - Муџадидија, а њихова карактеристична особина била је љубав према ритуалима и ритуално обожавање догми. Многи од тих шејхова, осим верских и наставних активности, бавили су се бизнисом, политиком, постали велики земљопоседници. То јест, суфизам је уклоњен из система моралног самоусавршавања, док је ритуални облик остао.
Етнографске експедиције током 1893, 1894. и 1896. године на подручју Башкортостана у сваком селу се налазила џамија. Од 1913-1915 године постојало је 1579 муслиманских основних школа (мектеба) у покрајини Уфа, где је студирала 91.000 студената (шакирда), од којих је било 18.000 девојчица. У XIX веку по Башкортостану се шири једна врста суфизма, струја класичне исламске филозофије - ишанизам. Одлике ишанизма, заступљеног код братства Накшабандија и Муџадида, биле су обавезност обреда и ритуала, као и обожавање догми. Центри исламског образовања су медресе: Галија, Гусманија, Расулија, Стерлибашевске медресе, Хусејнија и других, а неке од њих су увеле низ нових наставних метода.

## Галерија
- Џамија ел Фатиха
- Џамија Лала Тулипан
- Џамија Имам Зејн ел Ишан
- Хусеин-бегова џамија
- Салават џамија